# Cheiracanthium pelasgicum
Cheiracanthium pelasgicum är en spindelart som först beskrevs av Carl Ludwig Koch 1837.  Cheiracanthium pelasgicum ingår i släktet Cheiracanthium och familjen sporrspindlar. Inga underarter finns listade i Catalogue of Life.